# Avril 1916 (guerre mondiale)
Mars 1916 - avril 1916 - Mai 1916
- Création de L’Ancre rouge, un journal de tranchées français édité sur le front.

- 1er avril : 
  - Accord de partage de la Serbie entre la Bulgarie et l'Autriche-Hongrie sous l'égide du Reich. Cet accord met fin à une guerre de patrouilles entre les deux alliés et fixe les frontières de deux zones d'occupation, austro-hongroise et bulgare.

- 9 avril : 
  - Échec de l’offensive générale allemande sur le front de Verdun.

- 11 avril : 
  - Arrivée à Marseille de la 1re brigade russe, composée de deux régiments de l'armée impériale. Ce détachement, parti de Moscou par le transsibérien le 13 février, a embarqué en Mandchourie sur des navires français.

- 16 avril :
  - Conférence de Berlin : Stephan Burian, ministre austro-hongrois des affaires étrangères, et Theobald von Bethmann-Hollweg, chancelier du Reich, tentent de parvenir à un accord de partage de la Pologne, occupée par le Reich et la double monarchie depuis l'été précédent.

- 18 avril : 
  - Première riposte des troupes du Congo belge aux tentatives d'invasions allemandes menées depuis l'Afrique orientale allemande. Les troupes belgo-congolaise utilisent des hydravions sur le lac Tanganyika.
  - Nouveau conflit diplomatique entre les États-Unis et le Reich à la suite du torpillage du Sussex.

- 23 avril : 
  - Le torpilleur russe Gigoutsky heurte une mine devant Sébastopol.

- 24 avril :
  - Ouverture de la conférence de Kiental, au cours de laquelle des socialistes de l'ensemble des pays en guerre appellent à la fin des opérations militaires.

- 25 avril : 
  - Raid aérien allemand sur Londres, neuf dirigeables sont engagés dans ce bombardement.

- 27 avril : 
  - Adoption de la loi créant la qualification de « mort pour la France ».

- 27 avril  : 
  - bataille d'Hulluch en Artois.

- 29 avril :
  - capitulation de la garnison britannique de Kut-el-Amara devant l'armée ottomane de Khalil Pacha.